# Дубровачки говор
Дубровачки говор је говор хрватског и српског језика. Простире се од Јањине до Боке которске.
Он је ијекавски са прилично раширеним чакавизма и икавизма.
Историјски ово је језик Дубровачке републике.
Према Далибору Брозовићу, овај говор је најбоље сачуван у Цавтату, а не у Дубровнику, јер је Дубровник данас коктел говора. 